# Bucculatrix edocta
Bucculatrix edocta är en fjärilsart som beskrevs av Edward Meyrick 1921. Bucculatrix edocta ingår i släktet Bucculatrix och familjen kronmalar. Inga underarter finns listade i Catalogue of Life.